# Stronghold Crusader
Stronghold Crusader (Stronghold: Crusader) è un videogioco di strategia in tempo reale realizzato da Firefly Studios e Take 2, spin-off del precedente Stronghold della stessa casa produttrice.. Come il suo predecessore, Crusader è ambientato nel Medioevo: non più però nell'Inghilterra medievale ma in Medio Oriente al tempo delle crociate.
Oltre alla versione originale del gioco, è stata pubblicata una raccolta, dal nome Stronghold Warchest, che include lo Stronghold originale più una versione accresciuta di Crusader, con nuove mappe, nuove missioni del sentiero e nuovi Lord controllabili dall’IA. Originariamente, Warchest fu rilasciato in un numero limitato di Paesi (tra cui gli Stati Uniti e la Polonia), tuttavia all’uscita del gioco sulla piattaforma Steam le espansioni di Warchest sono state rese disponibili a livello globale senza costi aggiuntivi rispetto alla versione originale.

## Storia del gioco
La prima versione del gioco è uscita nel 2002, seguita poi, negli Stati Uniti, dalla raccolta Stronghold Warchest (2003) che includeva il primo Stronghold e una versione incrementata di Stronghold Crusader con le stesse meccaniche di gioco ma nuove mappe, una nuova campagna militare e nuovi avversari controllati dal computer. Nel 2008 è uscita una estesione del gioco chiamata Stronghold Crusader Extreme. Extreme aggiungeva un sentiero con dinamiche di gioco diverse da quelli originali. Nel 2012, è uscita una nuova versione del gioco con grafica migliorata chiamata Stronghold Crusader HD. Infine, nel 2025 è uscito Stronghold Crusader Definitive Edition, una versione definitiva del gioco con grafica ulteriormente migliorata, nuove unità, nuovi avversari controllati dal computer, nuove campagne, una campagna militare cooperativa, mappe più grandi, e un più facile accesso alla modalità multigiocatore. 

## Gameplay
Il gameplay è simile a quello di Stronghold: il giocatore impersona un Lord medievale e il suo scopo è di procurarsi delle risorse con cui costruire un castello, mantenerne felice la popolazione e sconfiggere i Lord rivali. Data l'ambientazione mediorientale e desertica, ci sono alcune differenze a livello di gameplay rispetto a Stronghold: le piantagioni per la produzione del cibo possono essere costruite solo sulle oasi e non su tutta la mappa, limitando il numero di risorse disponibili e incrementando la competizione tra i giocatori. Sono disponibili nuove tipologie di soldati, ovvero i mercenari arabi e, nella Definitive Edition del 2025, le truppe beduine. I soldati cristiani richiedono armi per essere addestrati mentre i mercenari arabi e beduini possono essere addestrati subito dopo la costruzione delle rispettive caserme, ma sono molto più costosi rispetto alle unità cristiane.

### Modalità Schermaglia
A differenza dello Stronghold originale, in cui la campagna prevedeva missioni singole dove il giocatore doveva sopravvivere a delle invasioni, conquistare castelli nemici, o accumulare un certo numero di risorse, la modalità principale di Crusader è costituta da missioni di schermaglia il cui scopo è combattere contro Lord controllati dall'IA. Ogni partecipante al gioco inizia la partita in una sezione della mappa con un certo numero di risorse iniziali e dovrà costruire un castello e uccidere i Lord rivali. All'inizio della partita si deve scegliere una mappa (è possibile crearne di nuove nell'editor integrato), il numero e la posizione dei giocatori (incluso il tipo di Lord controllati dal computer), le condizioni economiche iniziali ed eventuali alleanze In caso il giocatore umano sia alleato con Lord controllati dall’IA, potrà con essi scambiare risorse, ricevere il loro aiuto militare e segnalare loro eventuali difficoltà. Al termine di ogni partita, il giocatore visualizzerà un riassunto sulle varie statistiche del gioco appena effettuato tra cui il numero di giocatori persi o uccisi da ogni Lord, la loro durata di gioco in partita, la quantità di risorse prodotte e la popolazione massima raggiunta.
Oltre alle partite personalizzabili dal giocatore, è disponibile un sentiero con 50 livelli di difficoltà crescente. Ciascun livello è una partita con condizioni inziali già preimpostate  e non modificabili. Le partite del sentiero devono esssere affrontate in ordine, e solo vincendo una partita si sblocca la successiva, sebbene il giocatore abbia ha disposizione alcuni jolly che gli permettono di andare avanti in caso non riesca a superare una missione. L'espansione Warchest include un secondo sentiero con ulteriori 30 livelli e nuovi Lord IA come avversari. L'espansione Extreme include un nuovo sentiero di 20 missioni, con dinamiche di gioco differenti: nel sentiero Extreme il giocatore dispone di poteri ulteriori che si ricaricano col tempo e che può usare contro i Lord dell'IA, i quali a loro volta dispongono di outpost che producono in continuazione nuove unità. A questi tre sentieri "classici", la Definitive Edition aggiunge 4 sentieri "Sabbie del Tempo", per un totale di 32 missioni, dove il tempo impiegato da un giocatore a completare ogni missione viene misurato e inserito in una classifica, e un sentiero cooperativo di 10 missioni in cui ciascun livelo può essere svolto da due giocatori umani insieme (è anche possibile decidere di svolgere il sentiero con l'aiuto di un Lord dell'IA).
Nella versione originale di Crusader ci sono otto personaggi controllabi dall'IA, ciascuno con  il proprio stile di gioco. Ciascun Lord può inviare al giocatore umano dei brevi video, che appaiono in una schermata apposita durante lo svolgimento del gioco, in reazione agli eventi della partita: ognuno dei personaggi ha un proprio specifico insieme di possibili messaggi. Ciascun personaggio può essere presente più volte nella stessa partita, adottando un diverso soprannome in ogni sua apparizione sulla stessa mappa (ad esempio, Cuor di Leone sarà chiamato Riccardo I, Riccardo II e così via, mentre il Califfo sarà prima lo Scorpione, poi lo Sciacallo etc…).

#### Lord del gioco originario
- Il Ratto. Lord cristiano, già presente come personaggio antagonista nel primo Stronghold. Uno dei Lord più deboli del gioco, costruisce piccoli castelli di forma labirintica con una economia semplice e usa solo lancieri e arcieri per i propri attacchi.
- Il Serpente. Lord cristiano e uno dei quattro Tiranni nel primo Stronghold. Costruisce castelli a S che assomigliano alla forma di un serpente. Adopera unità sia cristiane che arabe, oltre che qualche strumento d'assedio.
- Il Maiale. Lord cristiano presente come avversario nel primo Stronghold. Costruisce castelli di forma rettangolare oblunga e usa mazzieri, balestrieri e alcuni strumenti d'assedio.
- Il Lupo. Questo lord cristiano fungeva da avversario finale del giocatore nel primo Stronghold. Una delle IA più forti del gioco, costurisce enormi castelli protetti da file di mura, numerose torri, pece incendiaria e fossati. Usa una grande varietà di truppe cristiane e arabe e numerosi strumenti d'assedio.
- Cuor di Leone. Unico Lord cristiano introdotto nella versione originale di Crusader, ispirato alla figura storica di Riccardo I d'Inghilterra, uno dei protagonisti della terza crociata. Costruisce castelli di pianta rettangolare ed è focalizzato sugli assedi, in cui eccelle. Usa esclusivamente truppe cristiane.
- Saladino. Ispirato alla figura storica dell'omonimo condottiero curdo, Saladino è un Lord arabo che gestisce una delle migliori economie del gioco. I suoi castelli sono difesi da fossati e da numerose torri sormontate da mangani e baliste. Per gli assedi, Saladino usa esclusivamente truppe arabe.
- Il Califfo. Lord arabo, il Califfo costruisce castelli dalla forma oblunga protetti da numerose alte torri. La sua miglior difesa è costituita da trappole di pece incendiaria, baliste , e lanciatori di fuoco con cui prova a dar fuoco ai soldati nemici. La sua tattica d'assalto principale consiste nel tentare di dare fuoco al castello nemico.
- Il Sultano. Lord arabo che costruisce castelli dalla pianta circolare, il Sultano ha una economia particolarmente debole e rappresenta una delle IA più facili da battere.

#### Lord aggiunti nell'edizioneWarchest
- L'Imperatore Federico. Lord cristiano ispirato alla figura storica di Federico Barbarossa. Costruisce imponenti castelli protetti da un fossato e disseminati di trappole mortali e usa un'ampia varietà di truppe cristiane per difendersi e attaccare
- Re Filippo. Lord cristiano ispirato alla figura storica di Filippo II di Francia. I suoi castelli sono difesi in parte da mura in parte da solo fossato. Nei suoi attacchi utilizza principalmente i cavalieri.
- Lo Sceriffo. Lord cristiano ispirato alla figura dello Sceriffo di Nottingham della leggenda di Robin Hood. I suoi castelli sono protettti da una grande quantità di pece incediaria e lo Sceriffo può dar fuoco al suo stesso castello pur di rallentare il nemico. Usa un mix di truppe cristiane e arabe e vari strumenti d'assedio.
- L'Abate. Lord cristiano, usa molto edifici religiosi e recluta monaci combattenti come base per il suo esercito.
- Il Maresciallo. Lord cristiano, è una versione modificata di Sir Longarm, uno degli alleati del giocatore nel primo Stronghold. Come lo Sceriffo e l'Abate, il suo castello è costruito in due settori, e, come Re Filippo, il suo esercito è costituito principalmente da cavalieri.
- Il Wazir. Lord arabo, costruisce castelli a forma di stella e concentra la propria economia sulla produzione di pane e il proprio esercito su gruppi di arcieri a cavallo.
- L'Emiro. Lord musulmano ispirato ai sovrani persiani, costruisce castelli di forma ottogonale e possiede una delle economie più forti del gioco, che gli permette di reclutare imponenti eserciti di mercenari.
- Il Nizar. Lord arabo ispirato alla figura storica di Hasan-i Sabbah, costruisce castelli protetti esclusivamente da fossati e torri, senza mura. La sua forza d'attacco principale sono gli assassini.

#### Lord aggiunti nellaDefinitive Edition
- Il Nomade. Lord beduino che costruisce piccoli accampamenti disseminati di trappole e impiega esclusivamente unità beduine.
- Il Custode. Lord cristiano ispirato ai templari che costruisce castelli a forma di croce. Impiega un misto di unità cristiane e beduine.
- La Gemma. Lady cristiana, già apparsa nella definitive edition di Stronghold come la nipote di Sir Longarm. Costruisce ampi castelli e impiega truppe cristiane e beduine fortemente corazzate.
- La Kāhinah. Lady beduina ispirata alle sacerdotesse beduine (Kahina) costruisce castelli protetti da mura basse e disseminati di trappole come pozze di pece e cani da guerra. Impiega un mix di truppe arabe e beduine per difendersi.

### Campagne
La modalità Campagna include missioni più simili a quella presente nel primo Stronghold, in cui lo scopo è quello di accumulare una certa quantità di risorse, resistere ad assedi o conquistare castelli con una quantità prefissata di soldati.
Il gioco comprende quattro campagne, che ricalcano gli eventi storici delle crociate. Ogni campagna comprende cinque missioni, che devono essere superate in ordine. Ogni campagna è incentrata su un particolare evento storico in cui i Lord del gioco rappresentano personaggi storici. Ogni missione è preceduta da un'introduzione in cui la voce narrante spiega gli eventi e l'obiettivo da raggiungere.
- Nella prima campagna, il giocatore è al comando delle forze cristiane in marcia per conquistare la Città Santa durante la Prima Crociata. Le missioni di questa campagna riproducono eventi storici come l'assedio di Nicea del 1097, la battaglia di Eraclea Cibistra, l'assedio di Antiochia, quello di Arqa, la costruzione di Krak dei Cavalieri e l'assedio di Gerusalemme.
- Nella seconda campagna, che si svolge durante la Seconda Crociata, il giocatore è al comando delle forze arabe di Saladino, durante l'assedio di Kerak, la conquista di Damasco e Aleppo, la battaglia di Hattin e la riconquista di Gerusalemme.
- La terza campagna segue le vicende di Riccardo Cuor di Leone, Federico Barbarossa e altri sovrani occidentali durante la terza crociata. Tra gli eventi storici rappresentati vi sono l'assedio di Tiro da parte di Saladino, le travagliate permanenze dei sovrani cristiani a Konya e Limassol, e gli scontri per il controllo di Giaffa.
- La quarta campagna è meno storicamente accurata delle precedenti e vuole rappresentare i conflitti interni agli Stati crociati. Si svolge contro i quattro avversari classici del primo Stronghold e che qui incontriamo come signorotti locali intenti a spartirsi la Terra santa: il Ratto, duca de Puce; il Serpente, duca di Beauregard; il Maiale, duca Truffe; e il Lupo, duca Volpe. A differenza delle precedenti, la campagna si compone di vere e proprie partite Crusader e serve dunque come definitivo tutorial per la modalità principale.

#### Campagne introdotte nellaDefinitive edition
La Definitive Edition contiene altre due campagne, che servono a introdurre il giocatore alle truppe beduine che sono state introdotte nella Definitive Edition.
- La quinta campagna si svolge durante la Crociata del 1239 anche detta la "crociata dei baroni" seguendo le lotte dei signori cristiani nel tentativo di difendere i propri possedimenti. Durante la campagna, il giocatore è protagonista di eventi storici come l'assedio del Castello di Beaufort e una battaglia ad Ascalona.
- La sesta campagna si svolge durante la Settima crociata e ripercorre eventi come la Battaglia di Mansura e la Battaglia di Fariskur.

### Libera costruzione
In questa modalità, è possibile costruire liberamente il proprio castello, su una serie di mappe prestabilite o create dal giocatore, senza obiettivi e limiti di tempo. Nelle missioni su mappe prestabilite si parte generalmente con assai poche risorse e le mappe stesse tendono a mettere in difficoltà il giocatore per la loro mancanza di risorse o per la presenza di leoni, mentre nelle mappe create dal giocatore tramite l'editor integrato si può anche scegliere il numero di risorse iniziali o programmare gli eventi di disturbo che possono turbare la quiete (invasioni, incendi…) in modo da mettere alla prova il proprio castello.

### Scenari personalizzati
Gli scenari personalizzati devono essere creati dall'utente usando l'editor di mappe (non ce n'è nessuno predefinito); si tratta di partite tecnicamente simili a quelle delle Campagne, in cui non necessariamente ci sono Lord avversari da sconfiggere e possono intervenire fattori esterni programmati (ad es. l'arrivo di una pestilenza che abbassa la popolarità se non si costruiscono farmacie, o l'improvviso arrivo nella mappa di truppe nemiche da cui ci si dovrà difendere) e dove l'obiettivo può essere sopravvivere alle invasioni o accumulare una certa quantità di beni.

### Editor di mappe
Nel gioco è incorporato un editor con cui è possibile creare mappe con tutte le caratteristiche di quelle presenti nel gioco, che possono poi essere utilizzate per giocare partite di tipo Crusader (in single player o online), Libera costruzione oppure Scenario personalizzato.

### Multiplayer
Il gioco mette a disposizione la possibilità di giocare partite personalizzate di tipo Crusader tra più giocatori connessi ad internet. Nelle partite multiplayer il giocatore che crea la partita (host) decide le variabili (a quelle già dette se ne aggiungono altre, come la durata di un eventuale periodo iniziale durante il quale non si possono arruolare soldati), l'eventuale presenza di Lord controllati dal computer e quale mappa usare (si possono usare anche le mappe personalizzate create nell'editor). Sia nella fase di scelta definizione delle variabili che durante la partita è disponibile una chat testuale per le comunicazioni tra i giocatori.

## Stronghold Crusader 2
A distanza di oltre dieci anni, il 23 settembre 2014 la Firefly Studios ha pubblicato Stronghold Crusader 2, sequel di Stronghold Crusader. Il nuovo capitolo vanta una nuova interfaccia grafica 3D, modifiche all'engine, nuove inquadrature, effetti, animazioni e una nuova fisica in tempo reale.

## Stronghold Warlords
Annunciato durante l'E3 del 2019, Stronghold: Warlords è il primo titolo della serie ambientato in Asia, e comprende quattro civiltà: i Mongoli, i Cinesi, i Giapponesi e i Vietnamiti. La data d'uscita è prevista per il 9 marzo 2021.